# هدف (فلم)
چوول! (بالإنجليزية: Goal! أي « هدف! ») هو فيلم أمريكي أنتجته أفلام ميلكشيك. صدر الفيلم في 30 سبتمبر، 2005 في المملكة المتحدة، أما إصدار دي في دي فتم نشره في 12 سبتمبر، 2006، تدور قصة الفيلم حول لاعب كرة قدم مكسيكي (سنتياغو مانيز) وكيف بدء بهجرة غير شرعية من المكسيك إلى الولايات المتحدة إلى ان وصل للدوري الإنجليزي الممتاز.
الفليم حصل على دعم وتعاون من الاتحاد الدولي لكرة القدم, وشارك في الفليم نجوم من نيوكاسل يونايتد وريال مدريد مثل آلان شيرر وراؤول وبيكهام وزيدان.

## وصلات خارجية
- مقالات تستعمل روابط فنية بلا صلة مع ويكي بيانات

1. ↑  "معلومات عن هدف (فيلم) على موقع kinenote.com". kinenote.com. مؤرشف من الأصل في 2016-03-05.
2. ↑  "معلومات عن هدف (فيلم) على موقع cine.gr". cine.gr. مؤرشف من الأصل في 2017-08-06.
3. ↑  "معلومات عن هدف (فيلم) على موقع cineplex.de". cineplex.de. مؤرشف من الأصل في 2019-12-15.